# Berylliumtellurid
Berylliumtellurid ist eine anorganische chemische Verbindung des Berylliums aus der Gruppe der Telluride.

## Gewinnung und Darstellung
Berylliumtellurid kann durch Reaktion von Beryllium mit Tellur bei 1100 °C im Wasserstoffstrom gewonnen werden.
{\displaystyle \mathrm {Be+Te\longrightarrow BeTe} }

## Eigenschaften
Berylliumtellurid ist ein graues Pulver, das sich an feuchter Luft relativ rasch zu Tellurwasserstoff zersetzt. Mit Wasser erfolgt diese Reaktion lebhaft. Berylliumtellurid kristallisiert im kubischen Zinkblendetyp mit der Raumgruppe F43m (Raumgruppen-Nr. 216). Es ist ein II-VI-Verbindungshalbleiter mit einer Bandlücke von 2,8 eV.